# María Eloísa del Pino Matute
María Eloísa del Pino Matute (Sòria, 1969) és una científica, investigadora i professora universitària espanyola. Des del juny del 2022 és la nova presidenta del Consell Superior d'Investigacions Científiques (CSIC).
Doctorada en Ciència política per la Universitat Complutense de Madrid (UCM) i l'Instituto de Investigación Ortega y Gasset (IUIOG), llicenciada en Dret i Ciències polítiques, i Màster en Organització (ESIC), va ser investigadora al Departament de Govern i Administració de l'IUIOG entre els anys 1994 i 1998, i professora de Ciència política i Administració Pública a la Universitat Rey Juan Carlos entre el 1995 i el 2007, i la Universitat Autònoma de Madrid entre el 2007 i el 2008. Va ser secretària de redacció de la Revista Española de Ciencia Política (2005-2007). i editora d'Agenda Pública. Dirigeix la Revista Gestión y Análisis de Políticas Públicas. Ha estat investigadora o professora visitant a diversos centres, entre ells el Latin American Centre de la Universitat d'Oxford (2016-2017); Centre d'Études i de la Recherche sud de la Vie Locale (CNRS)/ Institut d'Etudes Politiques de Bordeus; a la Pontifícia Universitat Catòlica de l'Equador, la School of Social Policy and Social Research de la Universitat de Kent o la School of Political Studies de la Universitat d'Ottawa.
La seva investigació ha girat al voltant de les polítiques públiques i l'avaluació, els determinants polítics de la reforma de les polítiques socials i l'Estat de benestar; les actituds ciutadanes envers l'Estat i les polítiques públiques i l'administració i la Gestió pública. Ha impartit docència a nombrosos postgraus del Centro de Estudios Políticos y Constitucionales, l'IUIOG, l'Institut Nacional d'Administració Pública, la UCM, la URJC, la Fundació Internacional i per a Iberoamèrica d'Administració i Polítiques Pública o la Universitat Carles III de Madrid, orientats tant a la formació d'estudiants com a responsables públics espanyols i estrangers.
Com a gestora, entre els anys 2009 i 2011 va dirigir l'Observatori de Qualitat dels Serveis a l'Agència d'Avaluació de Polítiques i Qualitat dels Serveis (AEVAL) del Ministeri de Política Territorial, i entre els anys 2018 i 2020 va ser directora del gabinet de la ministra de Sanitat, Consum i Benestar Social. El juny del 2022 va ser nomenada presidenta del CSIC, convertint-se en la segona dona al capdavant d'aquest organisme d'investigació, després de substituir a Rosa María Menéndez López. Investigadora del CSIC, Del Pino, ocupava també el càrrec de subdirectora d'Anàlisi Institucional a l'Autoritat Independent de Responsabilitat Fiscal (AIReF).